# Симонов, Евгений Максимович
Евгений Максимович Симонов (1907—1982) — начальник управления боевой подготовки ВМФ СССР, вице-адмирал (1958).

## Биография
Родился в русской семье. В РККФ с 1927. Окончил ВМУ им. М. В. Фрунзе (октябрь 1927 — февраль 1931). Помощник вахтенного начальника ЛК «Октябрьская революция» МСБМ с апреля 1931 по декабрь 1932. Окончил штурманский сектор СККС ВМС РККА с декабря 1932 по сентябрь 1933. Командир БЧ-1 ЭМ «Урицкий» СВФ с сентября 1933 по июнь 1935, затем штурман ОДЭМ и СКР до ноября 1937, командир СКР «Ураган» до декабря 1938, флагштурман штаба флота до октября 1939, командир 2-го дивизиона эсминцев (ДЭМ) до мая 1941. Член ВКП(б) с 1941.
Начальник штаба 1-го Отдельного дивизиона эсминцев (ОДЭМ) с мая 1941 по ноябрь 1942) Северного флота. Начальник оперативного отделения штаба Иоканьгской ВМБ БВФ в течение месяца, затем с декабря 1942 в распоряжении ВС СФ до января 1943. Окончил командный факультет ВМА им. К. Е. Ворошилова (январь 1943 — март 1945). Начальник штаба 5-го ОК в сентябре 1942, ОУК с сентября 1945 по май 1946. Находился в командировке в США по приёмке кораблей с апреля по ноябрь 1945.
Заместитель начальника штаба и начальник оперативного отдела штаба Сахалинской военной флотилии Тихоокеанского флота с мая 1946 по март 1947. Начальник штаба отряда лёгких сил с марта 1947 по февраль 1949, эскадры до декабря 1950, затем командовал той же эскадрой до мая 1953 5-го ВМФ. Освобождён от занимаемой должности и назначен в распоряжение главного командования (ГК) ВМС, с мая по июнь 1953. Начальник управления боевой подготовки штаба ЧФ с июня 1953 до февраля 1956.
Заместитель начальника (февраль 1956 — май 1957), начальник (октябрь 1957 — октябрь 1959) управления боевой подготовки ВМФ. 12 сентября 1958 являлся членом ВКВС СССР судившей генерал-лейтенанта А. П. Судоплатова, будучи единственным, кто его поддержал. Принял участие в разработке и выпуске Корабельного устава в 1959 году.
Из аттестации в 1959: «Систематически работает над повышением своих специальных и политических знаний. Имеет хорошую оперативно-тактическую подготовку и большой опыт командной и штабной работы на флоте… За весь период службы… аттестуется положительно… Современную технику и оружие знает. При выезде на флоты оказывает помощь командирам соединений в организации боевой подготовки. Боевая подготовка на флотах проводится более организованно и целеустремленно, в результате чего уровень боевой подготовки и боевой готовности кораблей, частей, соединений и флотов повысился».
Представитель по ВМФ Главного командования Объединённых вооружённых сил (ГК ОВС) в ГДР с октября 1959 до июля 1962, после чего в распоряжении ГК ВМФ до декабря 1962.
Заместитель главного редактора по ВМБ с декабря 1962 по март 1963, по специальным картам с марта 1963 по май 1964 главной редакции Морского атласа ВМФ СССР. Начальник Балтийской группы государственной приёмки кораблей ВМФ с мая 1964 по апрель 1968.
С апреля 1968 в запасе по болезни. Умер в Ленинграде и похоронен на Серафимовском кладбище.

### Звания
- контр-адмирал (27 января 1951);
- вице-адмирал (18 февраля 1958).

### Награды
- орден Ленина (1953);
- 2 ордена Красного Знамени (1943, 1947);
- орден Отечественной войны I степени (1945);
- 2 ордена Красной Звезды (1942, 1944);
- медали;
- именное оружие (1957);
- орден ГДР «За заслуги перед Отечеством» в бронзе (1966).

## Семья
Сын — Евгений Евгеньевич Симонов (род. 1936), офицер ВМФ СССР.

## Публикации
- Противолодочная оборона кораблей (по иностранным взглядам). Красная звезда, 12 мая 1959.